# ル・ジュルナル・ドゥ・ラ・ジュネス
ル・ジュルナル・ドゥ・ラ・ジュネス (仏：Le journal de la jeunesse)は、フランスのイラスト入り週刊誌。10歳から15歳までの子供を対象として、アシェット・リーブルより1873年から1914年にかけて刊行された。
教育記事とフィクションを組み合わせた内容で、1889年に連載を開始したマリー・ルイ・ジョルジュ・コロン作の「コルヌイエ家（La famille Cornouillet）」はのちにバンド・デシネの原型と見なされるようになった。

## 概要
本誌と同じタイトルの雑誌は1816年から翌年にかけて存在している。その後も幾度か発行されるが、フェリシテ・ド・ジャンリスによるこの月刊誌はあまり成功しなかった。
アシェット・リーブルが本誌を立ち上げたのは1873年前半で、10歳から15歳までの子供を対象とした週刊誌としてであった。多くのイラストが入った豪華な内容で、上流階級の子弟向けに予約販売されたが、第一次世界大戦勃発のため、1914年に終刊している。

## 内容

### 教育論文
物理化学、自然科学（動物が多く採り上げられた）、考古学、歴史、地理的内容のドキュメンタリー記事。

### フィクション
物語（特にオリエンタリズムをテーマとする）や連載小説。イラストはカットだけでなく、有名な画家（エドゥアール・リウー、アンリ・テオフィル・イルディブラン、シャルル・ラプラン、フォルテュヌ・メオル、シャルル・バルバンなど）によってページ全面に描かれた。

### コルヌイエ家
1889年1月12日、第841号より連載が開始された、コルヌイエ家の4人（アジェノール氏、コルヌイエ夫人、長女アルテミス、次女キュネゴンデ）によるイラスト入り物語。全10話構成で3月16日まで連載された。その後、8月31日に出版社「アルマン・コリン」が立ち上げた雑誌「ル・プチ・フランセ・イリュストレ」に、「フェヌイヤール家」のタイトルで連載を再開。キャラクターはそれまでの特徴を保持しているが、小説ではなく漫画となっている。これは後にバンド・デシネの原型と見なされるようになった。

## ギャラリー

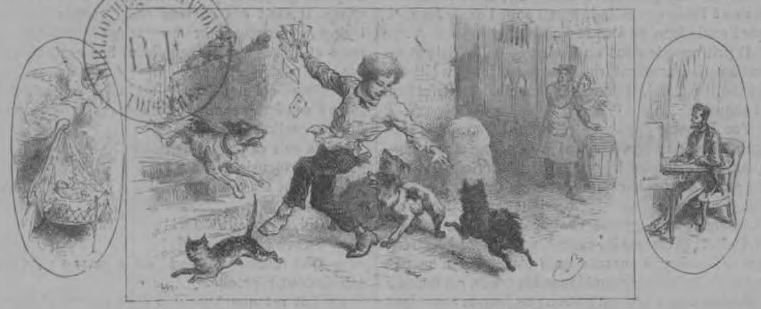
創刊号の挿絵 (1873年)
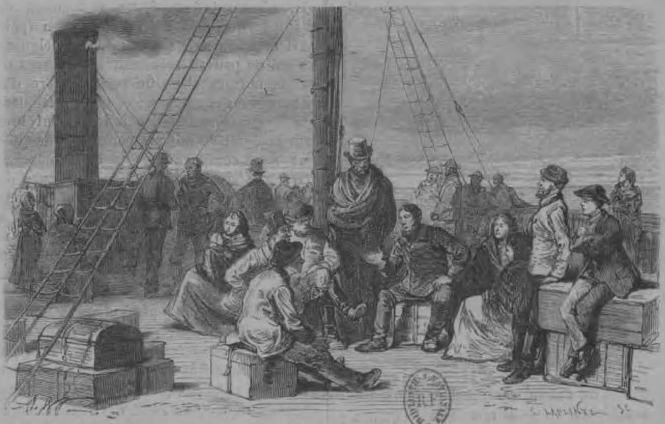
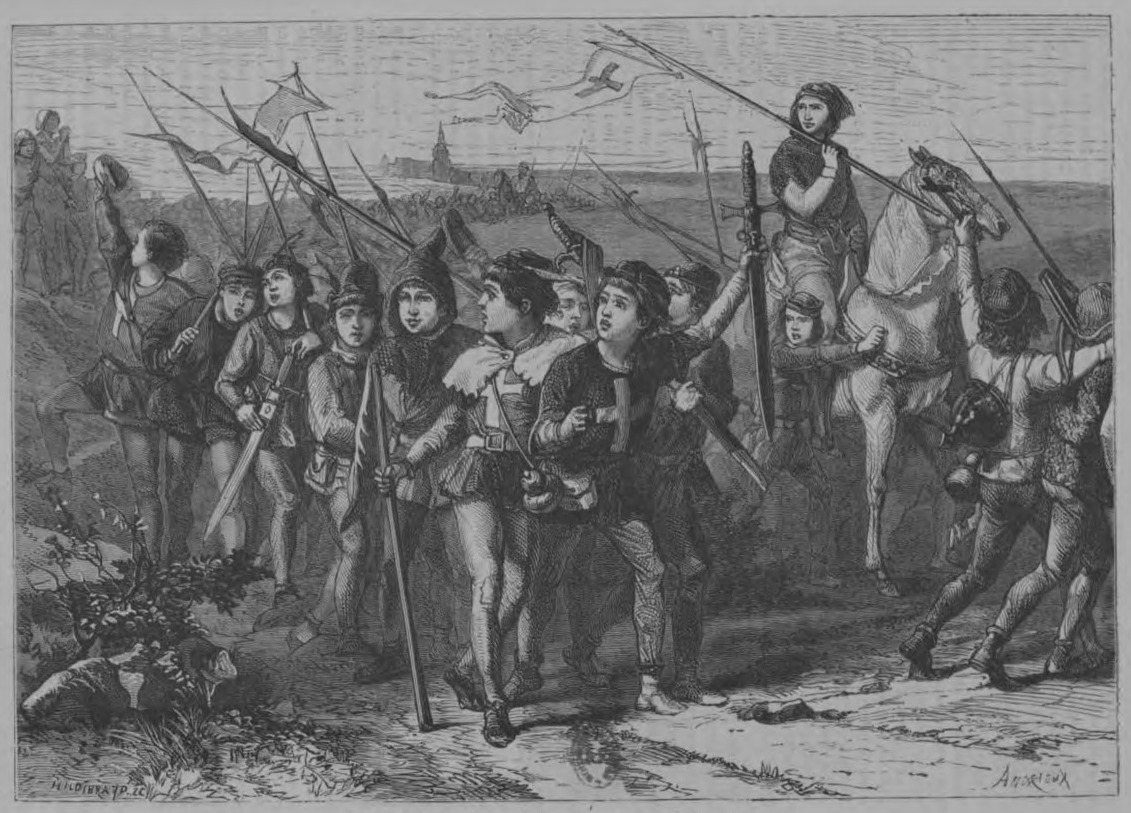
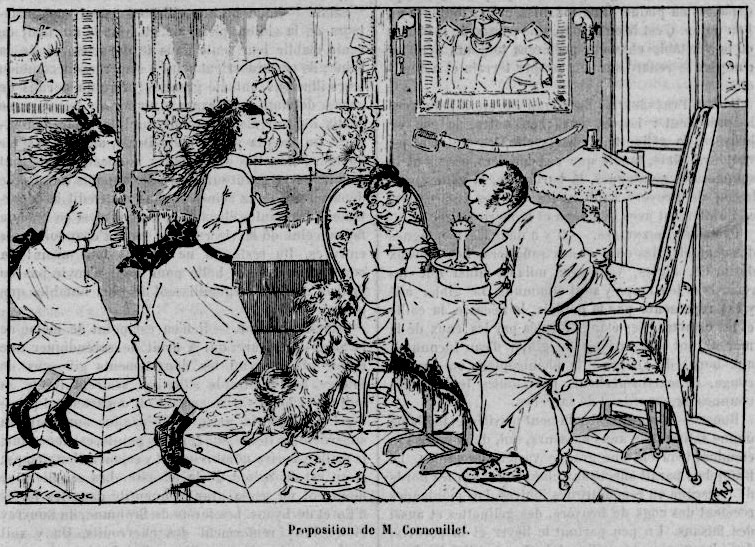
コルヌイエ家 (1889年)

## 関連紙誌
※発刊順に列記
- ルビュー・アンシクロペディーク
- ル・マガザン・ピトレスク
- エル・ムセオ・ウニベルサル
- ヴォクルグ・スヴェタ
- ル・マガザン・デデュセシオン・エ・ドゥ・レクレアシオン
- ル・ジュルナル・ドゥ・ラ・ジュネス
- リルスタツィオーネ・イタリアーナ（イタリア語版）
- ラ・スィヤーンス・イリュストレ
- ジュルナル・デ・ヴォヤージュ
- スィヤーンス・エ・ヴォヤージュ